# Scarabaeus carinatus
Scarabaeus carinatus là một loài bọ cánh cứng trong họ Bọ hung (Scarabaeidae).